# Patrick Bousquet
Ne doit pas être confondu avec Patrick Bauwen.
Pour les articles homonymes, voir Bousquet.
Patrick Bousquet est un écrivain français né le 28 janvier 1949. Il a un homonyme auteur de romans policiers.

## Biographie
Patrick Bousquet est un auteur de romans, de contes, et de poésies à destination des enfants, ainsi qu'un scénariste de Bande dessinée et un auteur de chansons (plus de 200 titres enregistrés. Il a été, entre autres, le parolier de Ringo, Linda de Suza, Annie Cordy, Isabelle Aubret, Philippe Clay, Marie Myriam, Éric Morena, David Martial, etc.)
Passionné d’histoire et tout particulièrement des deux guerres mondiales, il axe ses principaux romans sur cette thématique, comme en témoigne la série Bleu narrant l’histoire d’un chien, au cœur de la Première Guerre mondiale ou encore Chance, racontant les aventures d’un chat devenu la mascotte de l’équipage d’une forteresse volante de l'US Air Force durant le second conflit mondial.
Les chats étant sa seconde passion, il publie plusieurs ouvrages ayant pour héros son animal fétiche, comme Félin pour l’autre, Les enquêtes de Scot Lechat et Même les souris ont du chagrin.
En 2003, il s’associe à son ami Hector et devient le scénariste des Aventures d’Oscar et Mauricette. Une prolifique collaboration entre les deux auteurs débute, débouchant sur de nombreux projets, comme Les enquêtes de Loufock Scholmes, Saint-Nigola et Les Héros du Jour J.
Depuis quelques années, il se tourne vers le roman pour ados et adultes, avec Shootings (préfacé par Gilles Perrault) et dernièrement Le piano sur la plage qu'il a signé sous le nom de Patrick Bousquet-Schneeweis.
Ses romans ont été plusieurs fois primés : prix Jeunesse Raconte-moi l'histoire en 2012 pour Shootings en 2008 pour les neiges de l'enfer ; prix littéraire des Vosges du jeune lecteur en 2006 pour la Banquise a croqué le Chat noir ; prix des collèges de la ville d'Aumale (2009) ; prix Jeunesse du Pays Boulageois (2012)  pour  Chance, les ailes de la Liberté.

## Œuvres

### Romans
Scot et Patrick Bousquet
- Félin pour l’autre (Préface de Robert de Laroche) (éditions les 3 Orangers)
- Même les souris ont du chagrin (Préface de Philippe Huet) (éditions les 3 Orangers)

Les aventures de l’inspecteur Scot Lechat (éditions le Verger des Hespérides)
- Le mystère ô combien mystérieux du trésor disparu
- Le mystère ô combien mystérieux du distributeur automatique de billets
- Le mystère ô combien mystérieux du mur qui avait des oreilles
- Le mystère ô combien mystérieux du clown qui avait perdu son sourire
- Le mystère ô combien mystérieux du train fantôme
- Le mystère ô combien mystérieux du hold-up du 36 janvier

Les aventures du roi Bouledegomme (éditions le Verger des Hespérides)
- L’histoire ô combien abracadabrante de la montagne magique
- L’histoire ô combien abracadabrante du grand tournoi
- L’histoire ô combien abracadabrante joyeux anniversaire
- L’histoire ô combien abracadabrante d’un gros chagrin
- L’histoire ô combien abracadabrante du mariage de la princesse Nougatine
- L’histoire ô combien abracadabrante des malheurs de Vercingétorix

Les aventures de Bleu (éditions Serpenoise)
- Bleu, chien soleil des tranchées
- Bleu, les années feu
- Bleu, le silence des armes
- Bleu, le fantôme de 23h17
- Bleu, la dernière cible
- Bleu, la nuit du vengeur
- Bleu, le piège de Douaumont

Les aventures de Bleu (éditions OREP)
- Bleu, les années feu (réédition)
- Bleu, Fer de Lance

Les aventures de Chance (éditions Serpenoise)
- Chance, les ailes de la Liberté
- Chance, mot de passe : Lorraine

Ouvrages parus aux éditions Serpenoise
- Les yeux du blockhaus
- Un ami tombé du ciel
- Contes de toutes les couleurs (Illustrations Hector)
- La banquise a croqué le chat noir
- Le monstre d'acier
- Les étoiles d'Omaha
- Les neiges de l'enfer
- Un tank nommé Éternité
- La balle rouge
- Des collégiens contre Hitler

Ouvrages parus chez d'autres éditeurs
- Mille ans de frissons (collectif - éditions Milan)
- Croc’ Notes (éditions Sed)
- Ma langue au chat (collectif - éditions Milan)
- Le corbeau qui avait peur de voler (éditions le Pré du Plain)
- Le Ballon Soleil (éditions le Pré du Plain)
- Au lit, petit dragon ! (éditions Hachette/ 2 Coqs d’or)
- Nuits élastiques (éditions les 3 Orangers)
- Un croissant de lune dans un bol de café noir (éditions le Verger des Hespérides)
- Bol (éditions Averbode)
- Shootings (éditions les 3 Orangers)
- 6 Contes de Joyeux Noël (éditions le Verger des Hespérides)

### Bandes dessinées

#### Les nouvelles z'aventures d’Oscar et Mauricette
avec Patrick Bousquet, Éditions Orep
1. Les Disparus de Verdun (nouvelle édition - entièrement redessiné) - 2016

Les aventures d’Oscar et Mauricette (éditions Serpenoise)
- Tome 16 - La révolution est en Mars ! (dessin Hector) - 2013
- Tome 15 - Drôles de zozos au Zoo d'Amnéville (dessin Hector) - 2012
- Tome 14 - Le secret du U-999 (dessin Hector) - 2011
- Tome 13 - Le rallye de tous les dangers (dessin Hector) - 2010
- Tome 12 - Embrouille au Kalimanga (dessin Hector) - 2009
- Tome 11 - Traquenard à Grande Vitesse (dessin Hector) - 2008
- Tome 10 - Dans le feu de l'action (dessin Hector) - 2007
- Tome 9 - Terreur à Gérardmer (dessin Hector) - 2006
- Tome 8 - … A la place de Stan ! (dessin Hector) - 2005
- Tome 7 - Symphonie achevée en sol mineur (dessin Hector) - 2004
- Tome 6 - Les disparus de Verdun (dessin Hector) - 2003

Les aventures d’Oscar et Mauricette, hors-série
- Menace sur la Louvière (dessin Hector) - 2008
- Des balles et des bulles (dessin Hector) - 2008
- Bulles de match (dessin Hector) - 2006
- Racket sur fond de court (dessin Hector) - 2005
- Une mamie d’enfer (dessin Hector) - 2004

Les enquêtes de Loufock Scholmes (éditions Serpenoise)
- Le mystère des feuilles mortes (dessin Hector) - 2002

Les aventures de Saint-Nigola (éditions Serpenoise)
- Enfer et contre tout! (dessin Hector) - 2009

### Livres d'histoire
- Comme une lettre à la mer... Le message de paix de Fiquelmont (dessin Hector) - 2016 (éditions OREP)
- Le Lancaster de Marly (dessin Hector) - 2015 (éditions OREP)
- Pages de Gloire - 1914/1918 (dessin Hector) - 2014 (éditions Serpenoise)
- Héros du Jour J (dessin Hector) - 2006 (éditions OREP)
- La Lorraine sous la botte (dessin Hector) - 2005 (éditions Serpenoise)
- Verdun : de l'enfer à la gloire (dessin Hector) - 2004 (éditions Serpenoise)
- 6 juin 1944 : objectif Normandie (dessin Hector) - 2003 (éditions Serpenoise)

### Sous le nom de Patrick Bousquet-Schneeweis
- Le chat Pirouette et la coccinelle (éditions du Pré du Plain)
- Le piano sur la plage (éditions les 3 Orangers)

### Contes, reportages et poésies parus dans des périodiques
- Toboggan (Milan Presse)
- Toboggan Hors série (Milan Presse)
- Toupie (Milan Presse)
- Petites Mains (Milan Presse)
- Bambi (Disney-Hachette Presse)
- Winnie (Disney-Hachette Presse)
- Winnie Lecture (Disney-Hachette Presse)
- P’tit Loup  (Disney-Hachette Presse)
- La semaine de Perlin (Fleurus Presse)